# Pseudopodoces humilis
El carbonero terrestre  (Pseudopodoces humilis) es una especie de ave paseriforme de la familia Paridae que habita al norte de los Himalayas. Antiguamente estuvo clasificado en la familia Corvidae. En la actualidad se lo ha asignado a la familia Paridae, siendo la única especie del género Pseudopodoces.

## Descripción
P. humilis posee algunas similares con los Podoces, aunque no guarda una relación con ellos, siendo algo más pequeño; y no posee las marcas conspicuas de aquellos. Su pico es levemente curvado. Con su plumaje suave y algo desarreglado es extremadamente crípsico en su hábitat natural. Sus partes inferiores son de un tono beige-grisáceo con un tinte pardo. Sus partes superiores son principalmente de un color marrón-beige más oscuro, con sus rectrices centrales y las rémiges primarias algo más oscuras; su cabeza tiene el mismo tono que sus partes inferiores, con una capucha oscura un sector claro en su nuca. Su pico y patas son negras. Los machos y hembras son similares.